# Kirchheim in Schwaben
Kirchheim là một đô thị ở huyện Unterallgäu ở the region of Swabia (Schwaben) in the south-về phía bắc của Bayern, Đức.